# Algarve
Algarve je nejjižnější portugalský region a zároveň společenství obcí s hlavním městem Faro. V regionu o rozloze 4995 km² žije přibližně 458 000 obyvatel. Jedná se o hlavní turistickou oblast Portugalska.

## Dějiny
Tato oblast byla osídlena již Féničany před asi třemi tisíci lety. Po nich přišli Kartáginci, kteří zde vybudovali několik důležitých přístavů včetně Portus Hannibalis (dnešní Portimão). Následovali Římané a Vizigóti, načež v roce 711 přišla do oblasti první vlna Maurů ze severní Afriky. Následujících 500 let bylo Algarve pod nadvládou Maurů a až v první polovině 13. století se podařilo Portugalcům dobýt ztracenou oblast zpět.
Algarve bylo pak důležitou oblastí především v době zámořských objevů.

## Geografie
Algarve je na jihu a západu ohraničené Atlantským oceánem, na severu sousedí s regionem Alentejo a na východě ho řeka Guadiana odděluje od španělské Andalusie. Krajina je kopcovitá, nejvyšší hora Algarve Fóia měří 902 m.

### Obce

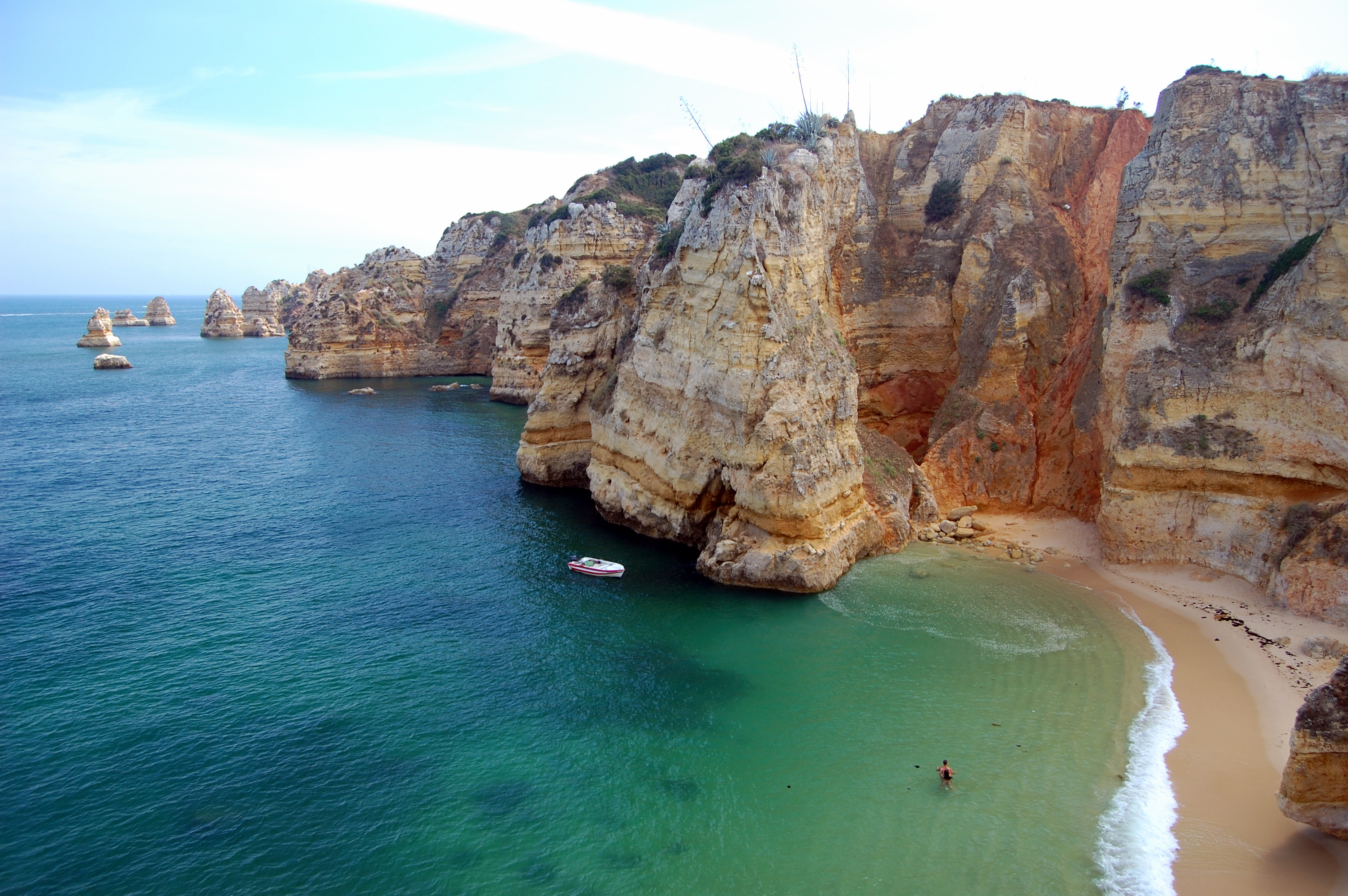
Útesy v okolí Lagosu

Algarve je administrativně členěno na 16 obcí (portugalsky municípios). Ty jsou většinou poměrně rozlehlé, proto má např. obec Loulé více obyvatel než hlavní město Faro, k němuž nenáleží tolik okolních sídel.
| - Albufeira - Alcoutim - Aljezur - Castro Marim - Faro - Lagoa - Lagos - Loulé | - Monchique - Olhão - Portimão - São Brás de Alportel - Silves - Tavira - Vila do Bispo - Vila Real de Santo António |  |

## Pamětihodnosti
- Pevnost Sagres